# Magdalenenhochwasser 1342

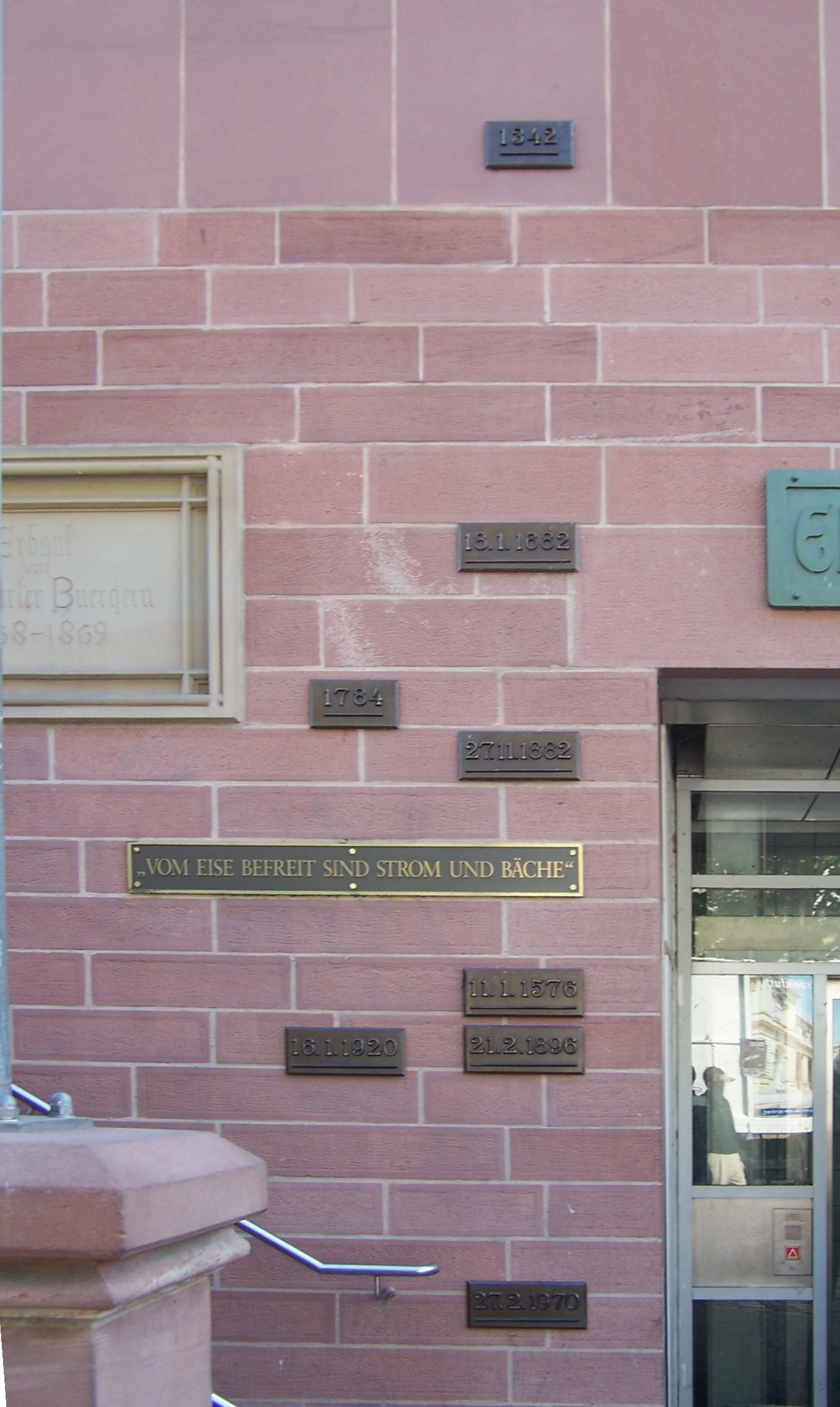
Hochwassermarken am Eisernen Steg in Frankfurt am Main. Die oberste Marke ist der Schätzwert für 1342.

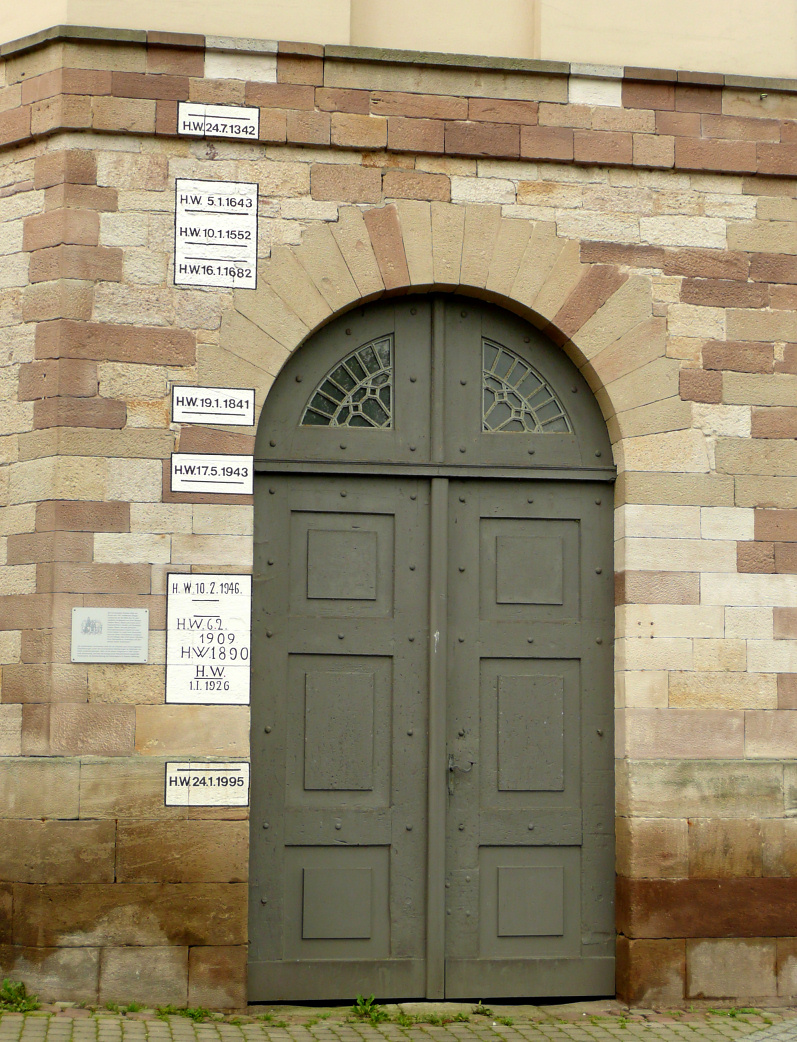
Hochwassermarken am Packhof zu den Hochwassern in Hann. Münden am Zusammenfluss von Werra und Fulda zur Weser. Die oberste Markierung zum 24. Juli 1342 ist der Pegelstand des Magdalenenhochwassers.

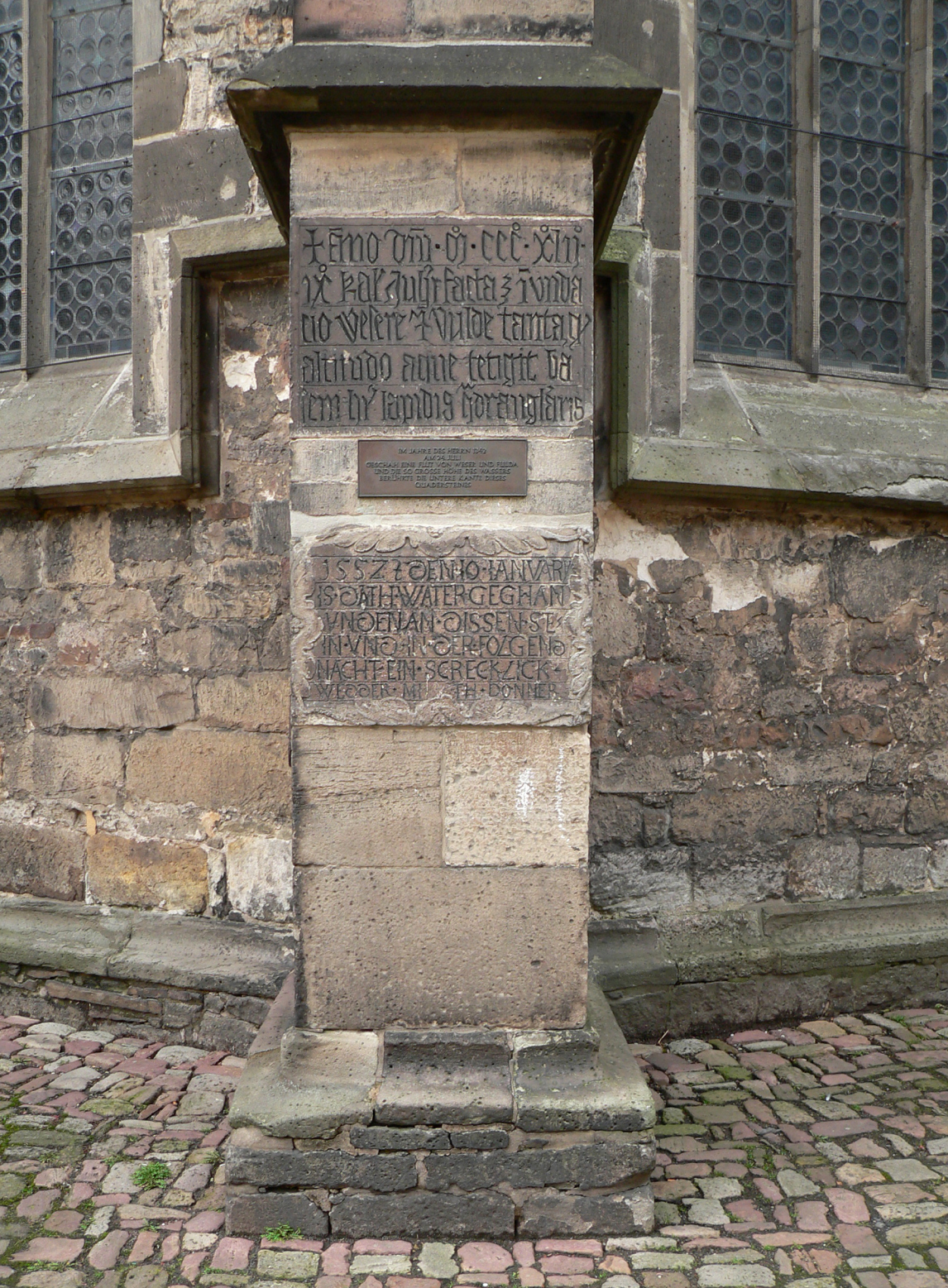
Hochwassermarken von 1342 und 1552 an einem Pfeiler der Blasiuskirche in Hann. Münden

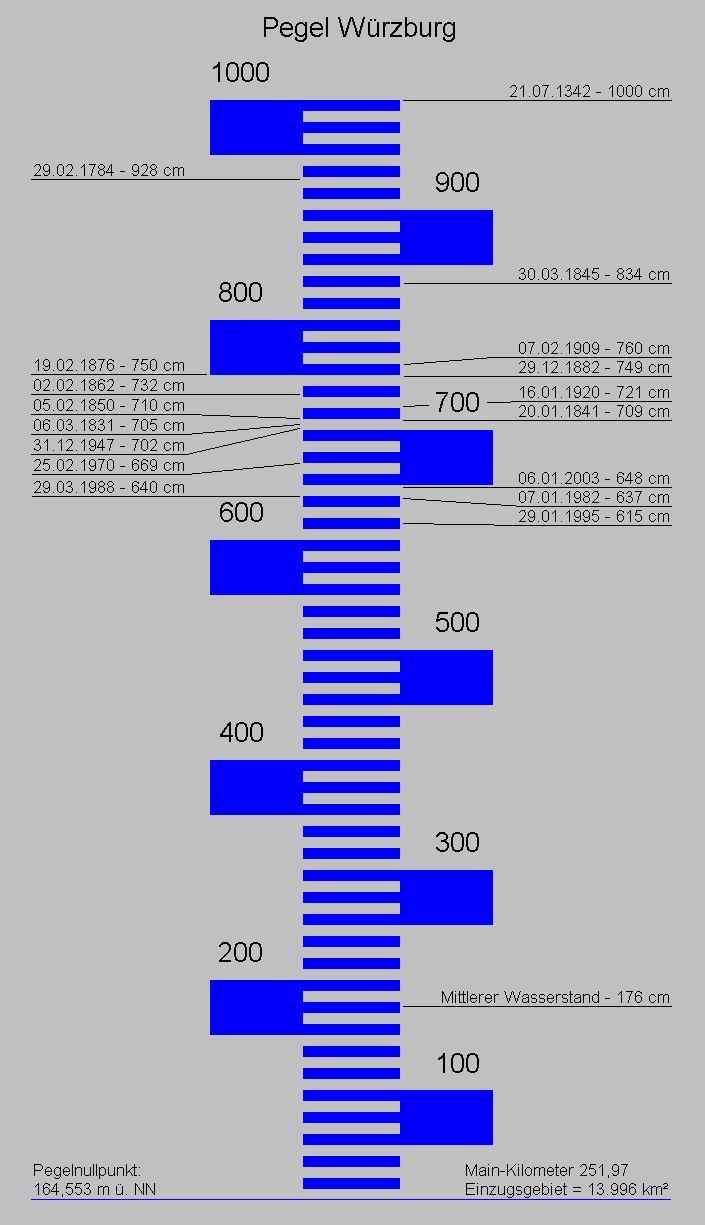
Pegel Würzburg am Main

Das Magdalenenhochwasser 1342, auch Magdalenenflut genannt, war eine verheerende Überschwemmung im Juli 1342 in Mitteleuropa. Die Bezeichnung geht auf die damals übliche Benennung der Tage nach dem Heiligenkalender zurück, hier auf den St.-Magdalenentag am 22. Juli. Bei dieser Flut wurden an vielen Flüssen die höchsten jemals registrierten Wasserstände erreicht. Möglicherweise war sie das schlimmste Hochwasser des gesamten 2. Jahrtausends im mitteleuropäischen Binnenland.

## Ursachen
Wie bei anderen extremen Hochwasserereignissen, beispielsweise dem Oderhochwasser 1997, dem Hochwasser in Mitteleuropa 2002 oder dem Hochwasser in Mitteleuropa 2013, wurde die Flut vermutlich durch eine Vb-Wetterlage ausgelöst. Neuere Forschung widerspricht dieser These und geht stattdessen von einem konvektiven Ereignis innerhalb der Wetterlage „Central European trough“ aus: Nach einem kalten schneereichen Winter hatte die Schneeschmelze im Februar ein erstes Hochwasser bewirkt, das in Prag unter anderem die Judithbrücke, die Vorläuferin der Karlsbrücke, zerstört hatte. Nach einem feuchten Frühsommer, der für konstant hohe Pegelstände der Flüsse gesorgt hatte, ließ eine Hitzewelle im Juli die Böden austrocknen, so dass sie kaum Wasser aufnehmen konnten. Dann zog etwa vom 19. bis zum 22. Juli ein Regengebiet von Südosten kommend in nordwestlicher Richtung über Deutschland hinweg, das weiten Gebieten große Niederschlagsmengen brachte. Im Einzugsgebiet des Mains fielen, verteilt über vier Tage, nach Modellrechnungen Niederschläge von durchschnittlich mindestens 175 mm.

## Verlauf
Für das Rhein-Main-Gebiet ist der Verlauf des Hochwassers aus zeitgenössischen Quellen sowie aus heutigen Modellrechnungen erschließbar. Aus dem für Frankfurt überlieferten Pegelstand von 7,85 Meter lässt sich beispielsweise für den Main ein Höchstabfluss von 3700 m³/s bis 4000 m³/s errechnen. Das ist fast doppelt so viel wie beim Hochwasser vom Januar 1995. Der Hochwasserscheitel dauerte in Frankfurt etwa drei bis vier Tage. Modellrechnungen zufolge erreichte der Abfluss erst nach etwa vier Wochen wieder normale Werte.
Für Würzburg wurde ein Abfluss von 3000 bis 3600 m³/s errechnet, wobei die Auswirkungen des Einstaus durch die eingestürzte Brücke schwer abzuschätzen sind. Die Höhe der Flut wurde mangels Hochwassermarken durch historische Beschreibungen („In der Stadt Würzburg trat der Strom bis an die erste steinerne Säule an den Domgreden“) ermittelt.
Fast alle großen Hochwasser an den Flüssen Rhein, Main und Donau treten im Winterhalbjahr zwischen 1. November und 30. April auf, wenn durch Schneeschmelze und Bodenversiegelung durch Frost die Abflussmengen noch vergrößert werden. Das Magdalenenhochwasser ist auch in dieser Hinsicht eine Ausnahme. Die Abflussmaxima entsprechen etwa einem statistischen Wiederkehrwert von 10.000 Jahren (HQ10 000).

## Auswirkungen
Betroffen waren unter anderem Rhein, Main, Donau, Mosel, Moldau, Elbe, Fulda, Weser, Werra, Lahn und Unstrut. Allein in der Donauregion starben über 6000 Menschen. Das Hochwasser wird in den Chroniken zahlreicher Städte erwähnt, so in Würzburg, Frankfurt am Main, Mainz, Köln, Regensburg, Passau und Wien. Fast alle Brücken wurden damals zerstört, Flussläufe änderten sich. In Bamberg riss die Regnitz eine „Brücke mit Turm“ ein. Im Solling wurde das Dorf Winnefeld zerstört. Die Stadt Duisburg entwickelte sich aufgrund der durch das Hochwasser hervorgerufenen Verlandung des Altrheinarms von einer blühenden Handelsstadt zu einer unscheinbaren Ackerbürgerstadt. Die topographischen Konsequenzen des Hochwassers können heute noch nachgewiesen werden. Aufgrund der im 14. Jahrhundert vorliegenden starken Entwaldung zugunsten von landwirtschaftlich nutzbaren Flächen kam es durch die Regenmassen unter anderem im Taunus zu massivem Schluchtenreißen. Die Masse des erodierten Bodenmaterials betrug ca. 13 Milliarden Tonnen. Das entspricht etwa der Menge, die bei normalen Wetterbedingungen in 2000 Jahren verlorengeht.
In den Jahren nach dem Magdalenenhochwasser folgten kalte und nasse Sommer, die in Verbindung mit dem erodierten Boden zu Ernteeinbußen führten. In deren Folge kam es zu massiven Hungersnöten, welche die Auswirkungen der in den Jahren 1346 bis 1353 grassierenden großen europäischen Pestepidemie zusätzlich verschlimmerten. Auch außerhalb der Regionen, in denen Hochwasser nachweisbar ist, ergeben sich Hinweise auf Starkregen und Bodenerosion, so am mittleren Neckar.

### Aus den Chroniken
„Am dritten Tag vor Maria Magdalena biß auf ihren tag ist der Meyn so groß gewesen, daß das waßer ganz und gar umb Sachsenhausen ist gangen und zu Frankfurt in alle kirchen und gaßen“

„[wo im Dom] das Wasser einem Mann bis zum Gürtel stand“

„In diesem Sommer war eine so große Überschwemmung der Gewässer durch den ganzen Erdkreis unserer Zone, die nicht durch Regengüsse entstand, sondern es schien, als ob das Wasser von überall her hervorsprudelte, sogar aus den Gipfeln der Berge […], und über die Mauern der Stadt Köln fuhr man mit Kähnen […], Donau, Rhein und Main trugen Türme, sehr feste Stadtmauern, Brücken, Häuser und die Bollwerke der Städte davon, und die Schleusen des Himmels waren offen, und es fiel Regen auf die Erde wie im 600. Jahre von Noahs Leben […], ereignete es sich in Würzburg, daß dort der Main mit Gewalt die Brücke zertrümmerte und viele Menschen zwang, ihre Behausungen zu verlassen.“

„Am Maria Magdalenatag und am folgenden Tag fiel ein außerordentlicher Wolkenbruch, welcher den Mainstrom so sehr anschwellte, daß der selbe allenthalben weit aus seinem Bette trat, Äcker und Weingärten zerstörte und viele Häuser samt Bewohner fortriß. Auch die Brücke in Würzburg sowie die Brücken anderer Mainstädte wurden durch die Wuth des Gewässers zertrümmert. In der Stadt Würzburg trat der Strom bis an die erste steinerne Säule an den Domgreden.“

„... da war große Flut und Wasser auf Erden, dass großer unsäglicher Jammer und Schaden geschah von der Flut. Und es hatte nicht sehr geregnet oder Wasser gefallen zu dieser Zeit, so dass es wie von wunderlicher Gottesgewalt war, dass die Wasser so groß waren. Zu Limburg da ging die Lahn bis über die Schuppen, dass man mit Nachen allenthalben darüber fuhr.“